# Freund Dezső
Freund Dezső (Budapest, 1884. május 10. – Budapest, 1960. február 18.) magyar építész. Testvére Zátony Kálmán (1886–1957) színész.

## Élete
Kilencgyermekes zsidó családba született. Édesapja Freund Jónás (1848–1922), az első budapesti cinkográfiai műhely megalapítója, édesanyja Bergmann Fanni (1851–1937) volt. A budapesti Műegyetemen végezte tanulmányait, majd a Komor Marcell–Jakab Dezső építészek által alapított irodában kezdte pályafutását, s részt vett a szecessziós stílusú szabadkai városháza tervezésében.
Már egyetemi hallgatói korában rendszeresen készített rajzokat a Borsszem Jankó és az Üstökös, illetve más lapok számára.
1908-ban önálló tervezőirodát nyitott, ettől kezdve számos pályázatot nyert és számos budapesti bérházat és villát tervezett szecessziós stílusban. 1913-ban harmadik helyezett lett a Somogy Megyei Takarékpénztár intézeti székházának tervpályázatán. Az első világháborút követően a német expresszionizmus volt hatással építészeti stílusára. 1922-ben tervei szerint épült fel a műemléki védettséget élvező Nagyfuvaros utcai zsinagóga. Később tartózkodóbb formákat alkalmazott. Utolsó éveiben a budapesti Városépítési Tervező Iroda munkatársa volt.
Az 1920-as években városatyaként foglalkozott a budapesti lakáskérdéssel.
Sírja a Farkasréti izraelita temetőben található.

## Családja
Házastársa Hönig Margit (1889–1955) volt, akivel 1910. január 22-én az Erzsébetvárosban kötött házasságot. 1946-ban elváltak.
Fia Freund Tibor (1910–2007) építész, képzőművész.

## Ismert épületei

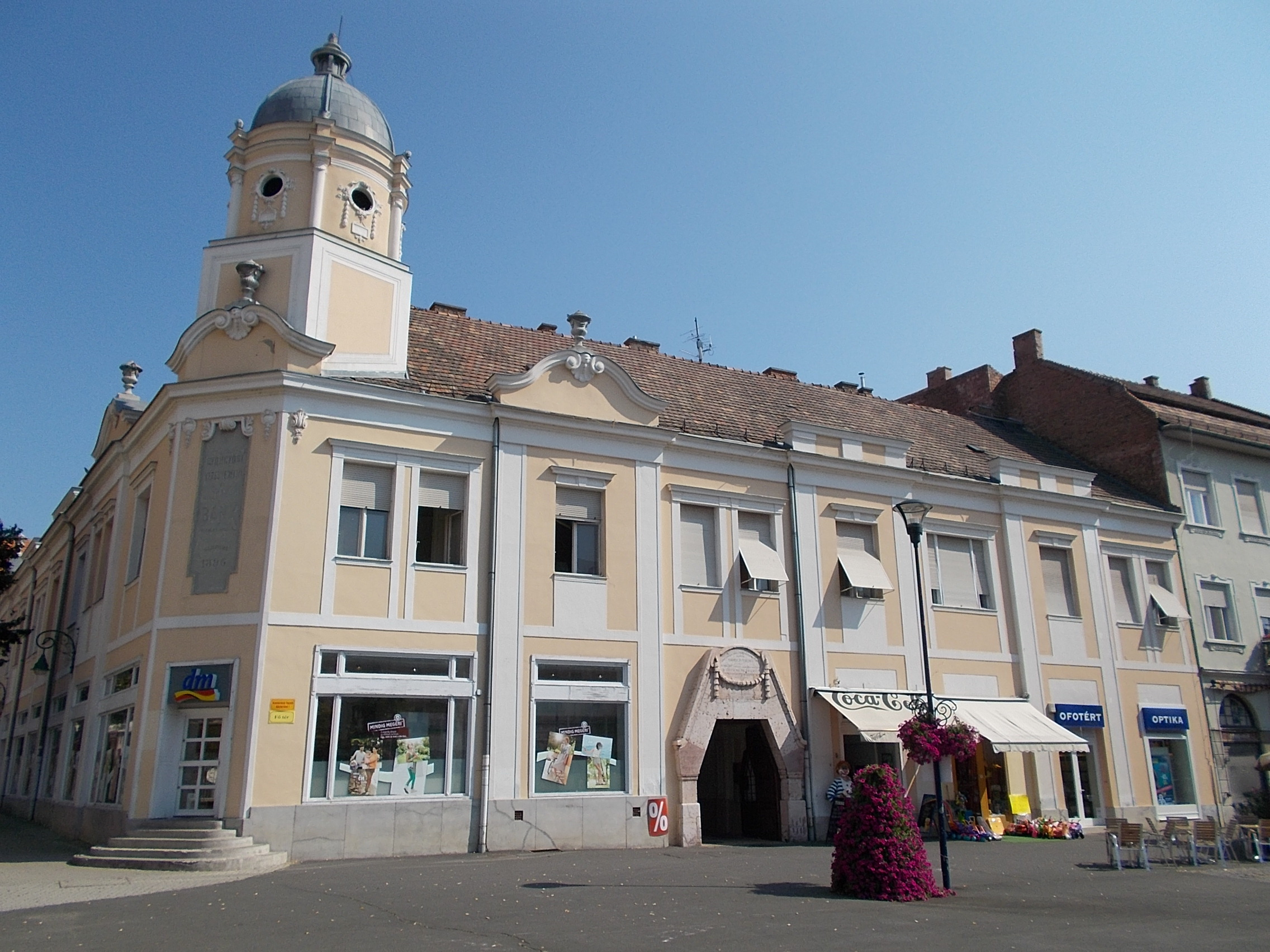
A gyöngyösi Gazdasági és Kereskedelmi Bank

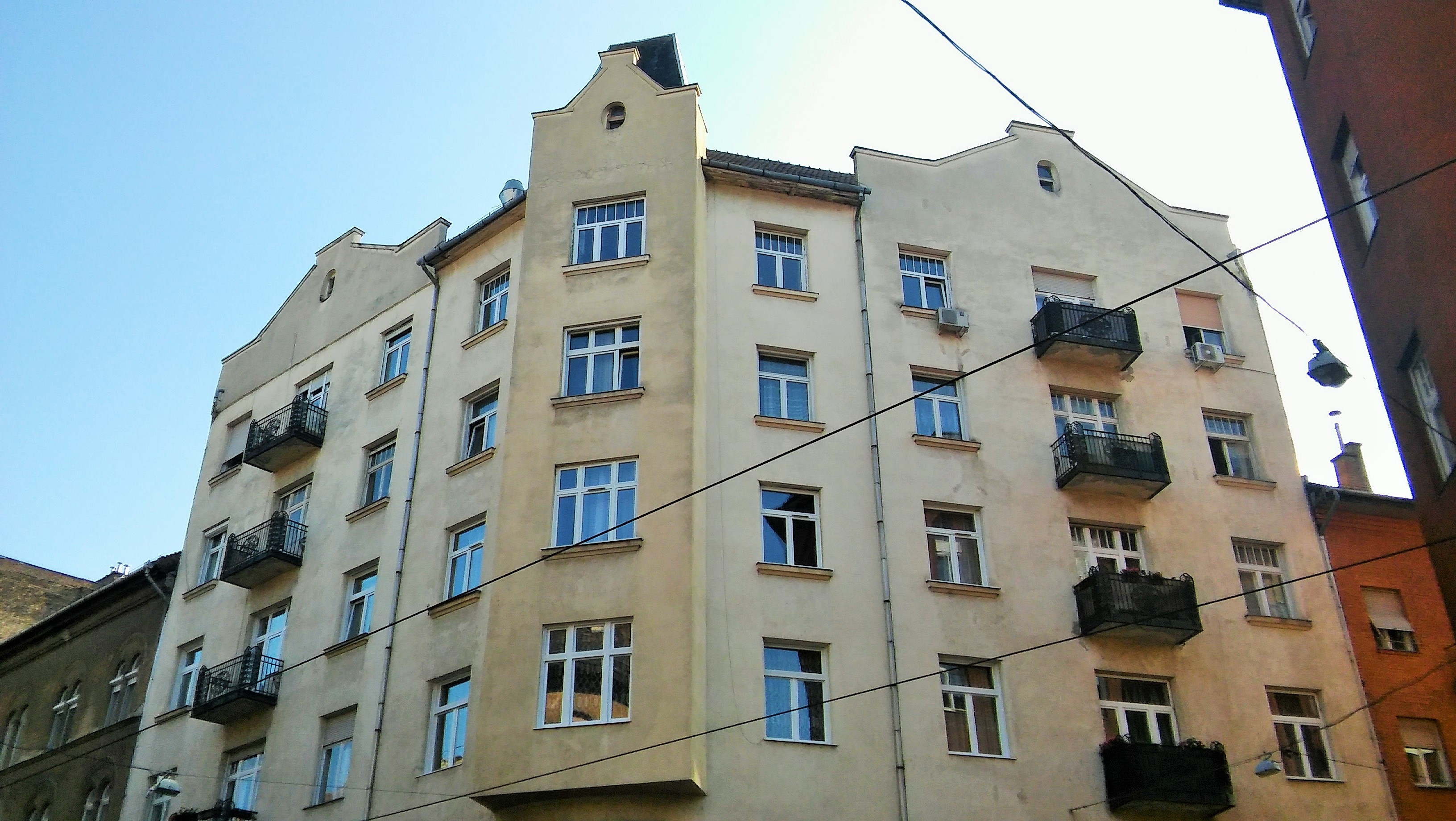
lakóház, Budapest, Népszínház utca 46.

- 1908: Bánd üzlet és lakóház, Budapest, Nyár utca 10.[7][11]
- 1909: Bánd-házak, Budapest, Budapest, Margit körút 11-13. (1935-ben átépítették őket)[7][12]
- 1910: lakóház, Budapest, Arany János utca 33.[7][13]
- 1910: lakóház, Budapest, Nagydiófa utca 5.[14]
- 1910–1911: lakóház, Budapest, Népszínház utca 46.[15]
- 1910–1911: lakóház, Hőnig-ház, Budapest, Rákóczi tér 10.[7][16]
- 1910–1911: lakóház, Budapest, Kazinczy utca 10.[17]
- 1910–1912: lakóház, Bárdos-Lőwy ház, Budapest, Ó utca 46.[18]
- 1911: lakóház, Budapest, Víg utca 28.[7][19]
- 1911: ikerlakóház, Budapest, Lázár utca 7.[7][20] és 9.[7][21]
- 1912: lakóház, Budapest, Alsó erdősor 22.[7][22]
- 1912: lakóház, Budapest, Hajós utca 16–18.[7][23]
- 1912–1913: lakóház, Budapest, Víg utca 26.[24]
- 1915: Omnia Mozgóképszínház, Budapest, Kölcsey u. 2. (az épület Zsolnay-kerámia burkolatú portálja elpusztult)[7]
- 1917: Dunakeszi konzervgyár, Dunakeszi, Vasut u. 11.[25]
- 1926: Székesfővárosi kislakásos bérház, Budapest, Gyöngyösi utca 4.[26] – épült Liber Endre kislakásépítési programja keretében
- 1928: lakóház, Budapest, Akácfa utca 6.[27]
- ?: Újpesti kenyérgyár, Budapest[25]

Az ő nevéhez fűződik a Nagyfuvaros utcai zsinagóga (Budapest, Nagy Fuvaros u. 4.) kialakítása is 1922-ben a Józsefvárosi Kaszinó épületében. Átépítette a gyöngyösi Gazdasági és Kereskedelmi Bank épületét (Gyöngyös, Fő u. 2.). A Bank 1917-ben, egy tűzvész után ismét átépült.

### Tervben maradt épületei
- ?: Somogymegyei Takarékpénztár (III. díj)[29]

## Egyéb irodalom
- Magyar Építőművészet. 1909. 3. sz. 28. 1.
- Magyar Építőművészet. 1911. 3. sz. 33. 1.
- Művészet. 1908. 204. 1.
- Művészet. 1913. 76. 1.